# Іваніка і Симоніка
«Іваніка і Симоніка» (груз. ივანიკა და სიმონიკა) — радянський грузинський короткометражний художній фільм 1976 року, знятий на кіностудії «Грузія-фільм» режисером Павле Чарквіані за своїм же сценарієм. Фільм знятий в жанрі притчі, в його основу лягли народні грузинські казки.

## Сюжет
Притча знята за мотивами грузинських казок. Розповідає вона історію двох братів, злого і доброго. Доброго брата звали Іванікою, він був молодшим, а злого звали Симонікою і він був старшим братом. Коли Симоніка робив щось зле, то Іваніка навпаки у відповідь робив щось добре. Настав момент, коли злісні підступи старшого брата виявилися спрямованими проти нього самого, а добра душа Іваніки не відгукнулася і не заступилася за Симоніку.

## У ролях
- Гейдар Палавандішвілі — Іваніка
- Гія Перадзе — Симоніка
- Леван Азарашвілі — чоловічок
- Кахі Кавсадзе — диякон
- Нодар Піранішвілі — пастух
- Бадрі Бегалішвілі — мисливець
- Олена Кіпшидзе — дружина мисливця

## Знімальна група
- Автор сценарію: Павле Чарквіані
- Режисер: Павле Чарквіані
- Оператор: Гурам Шенгелая
- Композитор: Джансуг Кахідзе
- Художник: Шота Гоголашвілі